# Otto Wilms

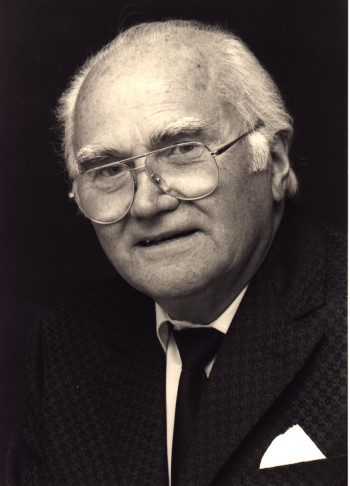
Otto Wilms

Otto Wilms (* 2. Oktober 1915 in Carlsberg; † 2. November 1992 in Bad Dürkheim) war ein Pfälzer Heimat- und Mundartdichter.

## Leben
Wilms entstammte einfachen Verhältnissen. Sein Vater war Steinmetz, die Mutter trug mit einer kleinen Landwirtschaft zur Ernährung der Familie bei. In Carlsberg besuchte er die Grundschule, anschließend die Berufsschule in Grünstadt. Nach Abschluss einer Lehre im kaufmännischen Bereich trat er 1930 eine Tätigkeit als Textilkaufmann bei der Firma Burghardt, Textil und Bekleidung, in Carlsberg an, bis er 1936 zum Reichsarbeitsdienst nach Altrip eingezogen wurde. Danach schlug er sich als selbständiger Kaufmann durch. Aus seiner 1939 geschlossenen Ehe mit Ella Wilms geb. Herrmann (1912–2001) ging ein Sohn hervor. Zu Beginn des Zweiten Weltkriegs wurde Otto Wilms zur Wehrmacht eingezogen.
Im Mai 1945 geriet Wilms in britische Kriegsgefangenschaft. Nach seiner Heimkehr 1946 machte er sich als ambulanter Händler in Altleiningen selbständig. Er stand damit in der Tradition seines benachbarten Heimatdorfes, des Händlerortes Carlsberg. Von 1952 bis 1992 wohnte er in Ludwigshafen am Rhein. 1970 übernahm er als Wirt die Gaststätte der Weizenbierbrauerei in Rheingönheim. 1984 schied er aus dem Erwerbsleben aus, nachdem er jahrelang das Turmrestaurant im Ludwigshafener Ebertpark geführt hatte. Unter seiner Leitung entwickelte es sich zu einer Begegnungsstätte vieler pfälzischer Künstler.

## Wirken
Bereits im Zweiten Weltkrieg begann Wilms, sich mit Lyrik zu beschäftigen und selbst zu schreiben. Zeitlebens blieb er mit seinen Gedichten in Pfälzer Mundart und Hochdeutsch seiner Heimat und den Menschen in der Pfalz eng verbunden. Typische Themen sind Pfälzer Orte und Landschaften, Menschliches und Allzumenschliches sowie der Pfälzer Wein. Die Gedichte von Wilms sind meist von Optimismus und einer positiven Sicht auf seine Heimat geprägt, ohne überheblich zu sein; sie lebten vor allem vom Vortrag. Seine Fähigkeit, die Sprache kraftvoll und pointiert erklingen zu lassen, erinnerte an den „Bellemer Heiner“ August Heinrich sowie an Ludwig Hartmann, mit denen er oft zusammen auftrat. Politisch war Wilms die Aussöhnung mit Frankreich und Israel ein besonderes Anliegen.

## Werke
- Otto Wilms: E pälzisch Buch. Verlag Daniel Meininger, Neustadt an der Weinstraße 1952.
- Otto Wilms: Pälzer Land und Pälzer Lewe. Heitere und besinnliche Verse. Mit Illustrationen von Gerhard Hauck. Verlag A. Kröner, Ludwigshafen am Rhein 1991.
- Otto Wilms: Gedichte zur Weihnachtszeit. Zum Lesen und Vorlesen in Hochdeutsch und Pfälzisch. Verlag A. Kröner, Ludwigshafen am Rhein 1993.
- Horst Wilms, Helmut Becker (Hrsg.): Pälzer Worzle. Gedichte von Otto Wilms in Hochdeutsch und Pfälzer Mundart. Mit Zeichnungen von Beate E. Becker. Verlag A. Kröner, Ludwigshafen am Rhein 2000.
- Zahlreiche weitere Veröffentlichungen, u. a. im Pälzer Feierowend (damalige Wochenend-Beilage der Tageszeitung Die Rheinpfalz) und in der Zeitschrift Jugend am Rhein.